# 祁家集镇
祁家集镇，是中华人民共和国甘肃省临夏回族自治州广河县下辖的一个乡镇级行政单位。

## 行政区划
祁家集镇下辖以下地区：
寺后子村、黄赵家村、徐牟家村、祁家集村、孙家村、高家村、景家村、田家村、朱家坪村、谢家村、蔡王家村、何家湾村、果园山村、黄家沟村、陈家湾村和李家湾村。